# José Ángel Gómez Marchante
José Ángel Gómez Marchante (San Sebastián de los Reyes, España, 30 de mayo de 1980) es un ciclista español.

## Biografía

### Inicios en el ciclismo
Gómez Marchante comenzó su andadura como ciclista en el Unión Ciclista San Sebastián de los Reyes en el año 1988, pasando después por diversas escuelas y equipos amateurs donde obtuvo la victoria final en la Vuelta a Extremadura como victoria más destacada un año antes de subir al profesionalismo.

### Ciclismo profesional

#### Debut
Hizo su debut como profesional en el año 2004 con el equipo Costa de Almería-Paternina.

#### Estreno ProTour en el Phonak

##### 2005
Para 2005 fichó por el equipo Phonak, de categoría ProTour. La llegada de Marchante se produjo en un momento de cambios en la formación suiza, tras el despido de Álvaro Pino (por los escándalos de la temporada anterior) y la llegada de Juan Fernández como nuevo director deportivo.

#### Matxín: éxitos y estancamiento
Poco después Marchante fichó por el Saunier Duval dirigido por Joxean Fernández "Matxín". En su primera participación en el Tour de Francia sufrió una caída, fracturándose la clavícula.

##### 2006
En su segunda temporada en el equipo amarillo logró su mejor triunfo como profesional al ganar la general de la Vuelta al País Vasco tras imponerse en la decisiva contrarreloj final a hombres como Alberto Contador, Samuel Sánchez, Alejandro Valverde o Cadel Evans.

##### 2007
Tras su gran año anterior, Marchante afrontaba el 2007 con optimismo y con la clara intención de ser el jefe de filas del equipo en grandes vueltas. En la Vuelta al País Vasco, durante la montañosa penúltima etapa pasada por agua, Marchante sufrió una caída cuando rodaba junto a su compañero Koldo Gil (el primero de los dos en caerse) tratando de dar caza a Juan José Cobo (también del Saunier, y a la postre ganador de la etapa y la general) y Samuel Sánchez.
Meses después, en junio, tuvo unos problemas digestivos que llevaron a que le fuera diagnosticada una colitis ulcerosa, una enfermedad crónica e inestable que puede derivar en cáncer y que le obliga desde entonces a seguir un tratamiento de corticoides y antiinflamatorios.
Marchante ganó la Subida a Urkiola en agosto, su único triunfo en una temporada llena de contratiempos y en la que no brilló en la Vuelta a España.

##### 2008
Su tercera temporada en el conjunto de Matxín supuso una nueva decepción, y como consecuencia de ello y de la difícil situación del equipo de cara a 2009 (falta de patrocinadores y veto de carreras importantes) tras los escádalos de dopaje protagonizados por Riccardo Riccò y Leonardo Piepoli en el Tour de Francia 2008, el madrileño decidió abandonar la formación.

#### Breve estancia en el Cervélo

##### 2009
Para 2009 fichó por el debutante equipo Cervélo Test Team, que pese a ser Continental Profesional (no ProTour) contaba con una destacada plantilla, con hombres como Carlos Sastre (vigente ganador del Tour de Francia), Heinrich Haussler y Thor Hushovd.
En marzo sufrió una caída en la segunda etapa de la París-Niza, fracturándsoe el radio izquierdo, no pudiendo volver a la competición hasta el Tour de Romandía.
En mayo, durante la disputa de la Volta a Cataluña, Marchante fue quinto en la general (idéntico puesto al obtenido en la etapa reina pirenaica por Andorra). Tras la Volta, pasó unos días en los Pirineos junto a sus compañeros Xavier Florencio e Íñigo Cuesta inspeccionando los puertos por los que pasarían la séptima y octava etapas del Tour de Francia, carrera en la que ejerció como gregario para el jefe de filas Sastre (quien no tuvo una actuación destacada, no logrando finalizar entre los diez primeros de la general).
Tras no recibir noticias del equipo para una posible renovación, empezó a buscar equipo para la siguiente temporada.

##### 2010
En el año 2010 el equipo español Andalucía-CajaSur lo ficha como jefe de filas. Tuvo un accidente en la Vuelta a Burgos, aunque pudo participar en la Vuelta a España.

## Palmarés
2004
- 1  etapa del Gran Premio CTT Correios de Portugal

2006
- Vuelta al País Vasco, más 1 etapa

2007
- Subida a Urkiola

## Resultados en Grandes Vueltas
| Carrera | Carrera         | 2004 | 2005 | 2006 | 2007 | 2008 | 2009 | 2010 |
| ------- | --------------- | ---- | ---- | ---- | ---- | ---- | ---- | ---- |
|         | Giro de Italia  | —    | —    | —    | —    | —    | —    | —    |
|         | Tour de Francia | —    | Ab.  | Ab.  | —    | —    | Ab.  | —    |
|         | Vuelta a España | 8.º  | —    | 5.º  | 40.º | —    | 22.º | 80.º |

—: no participa
Ab.: abandono

## Equipos
- Paternina-Costa de Almería (2004)
- Phonak Hearing Systems (2005)
- Saunier Duval (2005-2008)
- Cervélo Test Team (2009)
- Andalucía-Cajasur (2010)